# Arte della Sicilia normanna
L'arte normanna in Sicilia si sviluppò nell'isola durante il periodo della dominazione dei Normanni a partire dal 1060, per farne poi, dal 1130, un Regno, passato quindi alla dinastia sveva nel 1198, con Federico II.

## Architettura

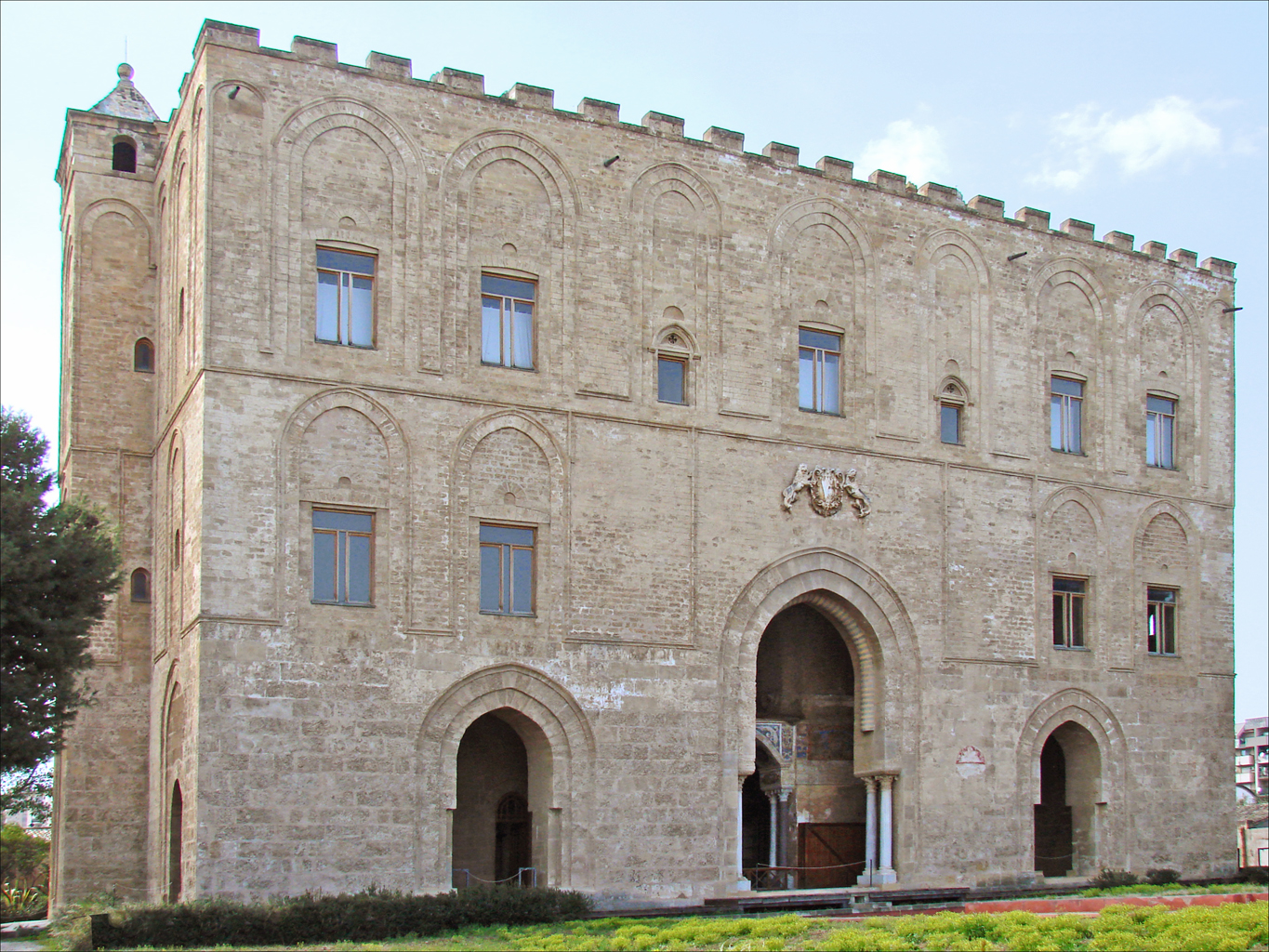
La Zisa a Palermo

L'architettura normanna rappresentò uno stile originale e con varie modalità di diversi apporti: l'architettura romanica normanna delle regioni di origine dei conquistatori ed elementi dell'architettura araba che si era sviluppata nell'isola durante i due secoli della dominazione araba e di cui restano scarsissimi resti, e infine all'arte bizantina.
Gli edifici in Sicilia:
- A Palermo:
  - la Chiesa di San Giovanni degli Eremiti (1142-1148)
  - la Chiesa di San Cataldo (1154)
  - la Chiesa della Martorana ("Santa Maria dell'Ammiraglio", del 1143)
  - la  Cappella Palatina (1130-1140) di Palazzo dei Normanni
  - la residenza di Maredolce
  - La Zisa
  - il castello della Cuba
  - il Ponte dell'Ammiraglio
  - la Chiesa di Santa Cristina la Vetere
  - la Chiesa di S. Giovanni dei Lebbrosi
  - Chiesa della Santissima Trinità (Palermo)
  - Basilica della Santissima Trinità del Cancelliere
- A Cefalù:
  - il duomo di Cefalù (1131 - 1267)
- A Monreale:
  - il duomo di Monreale (iniziato nel 1174)
- A Mazara del Vallo:
  - Chiesa di San Nicolò Regale
  - Chiesa della Madonna delle Giummare
  - Arco Normanno
- A Castelvetrano:
  - la Chiesa della Santissima Trinità di Delia
- Chiese di probabile rito greco in provincia di Messina e di Catania, certamente influenzate dallo stile:
  - Chiesa dei Santi Pietro e Paolo d'Agrò presso Casalvecchio Siculo
  - Chiesa di San Pietro presso Itala
  - Cappella palatina di Montalbano Elicona
  - Cuba di Santa Domenica presso Castiglione di Sicilia
- A Sciacca:
  - Chiesa di San Nicolò la Latina
- A Caltanissetta:
  - Abbazia di Santo Spirito
- A Catania:
  - Cattedrale di Sant'Agata, del cui edificio originario rimane prevalentemente l'area presbiterale (transetto e absidi)
- A Messina:
  - Chiesa della Santissima Annunziata dei Catalani
- A Gangi: 
  - Torre dei Ventimiglia
- Ad Agrigento:
  - Cattedrale di San Gerlando

## Pittura e mosaici

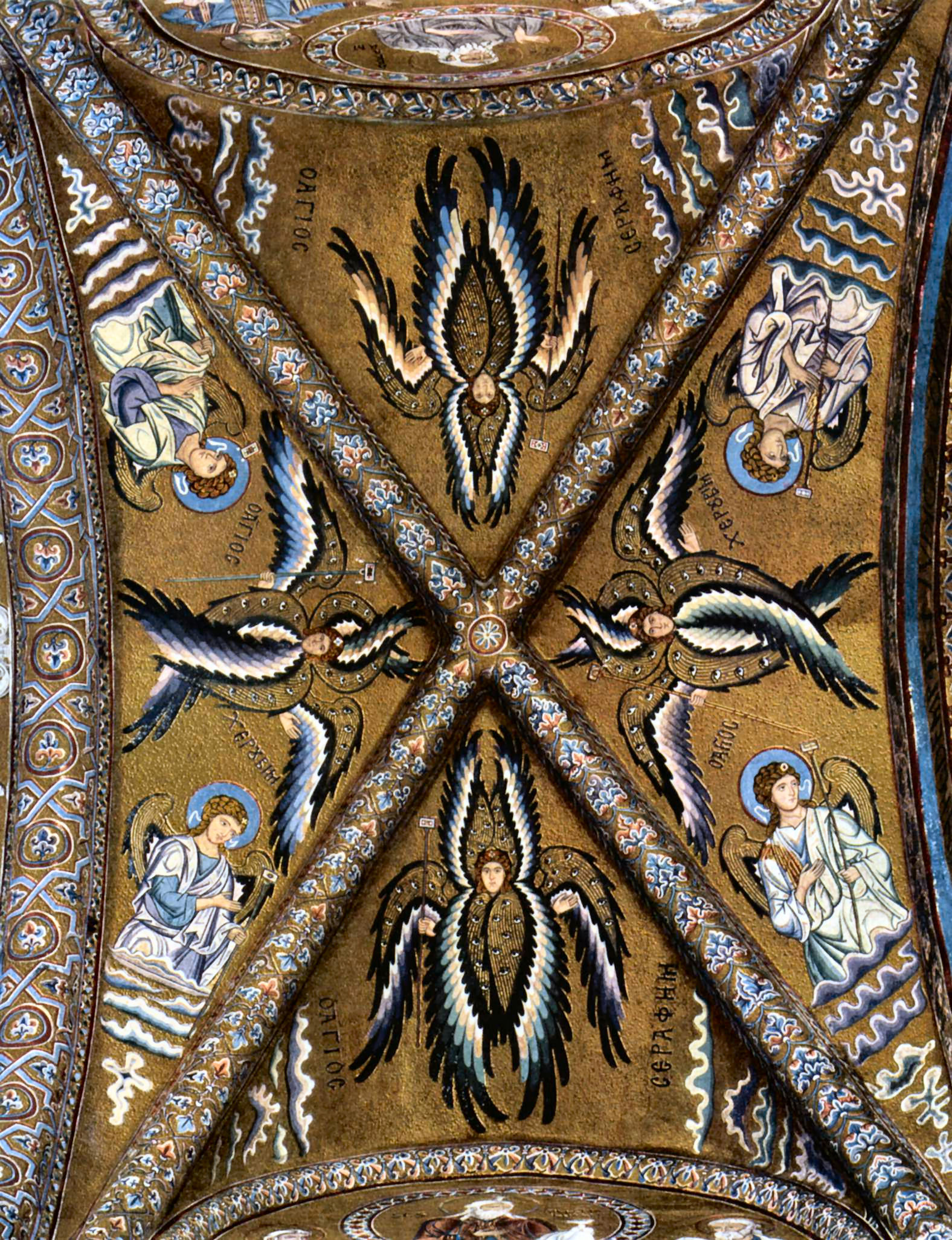
Mosaici del Duomo di Cefalù

Gli esempi conservati di pittura d'età normanna sono stati attribuiti a botteghe locali che dovevano proseguire una tradizione già formatasi in periodo islamico e influenzate dalle tradizioni fatimide, nordafricane e persiane. A questi artisti si devono il complesso programma decorativo della Cappella Palatina o raffinate decorazioni come per le travi dipinte del duomo di Cefalù.
I normanni incominciano, a partire da Ruggero II di Sicilia,  a rivestire le chiese palermitane di  Mosaici di scuola bizantina che ebbero l'apice nella raffigurazione del Cristo Pantocratore nella Cappella Palatina di Palermo e nelle cattedrali di Monreale e Cafalù.

## Scultura e arti minori

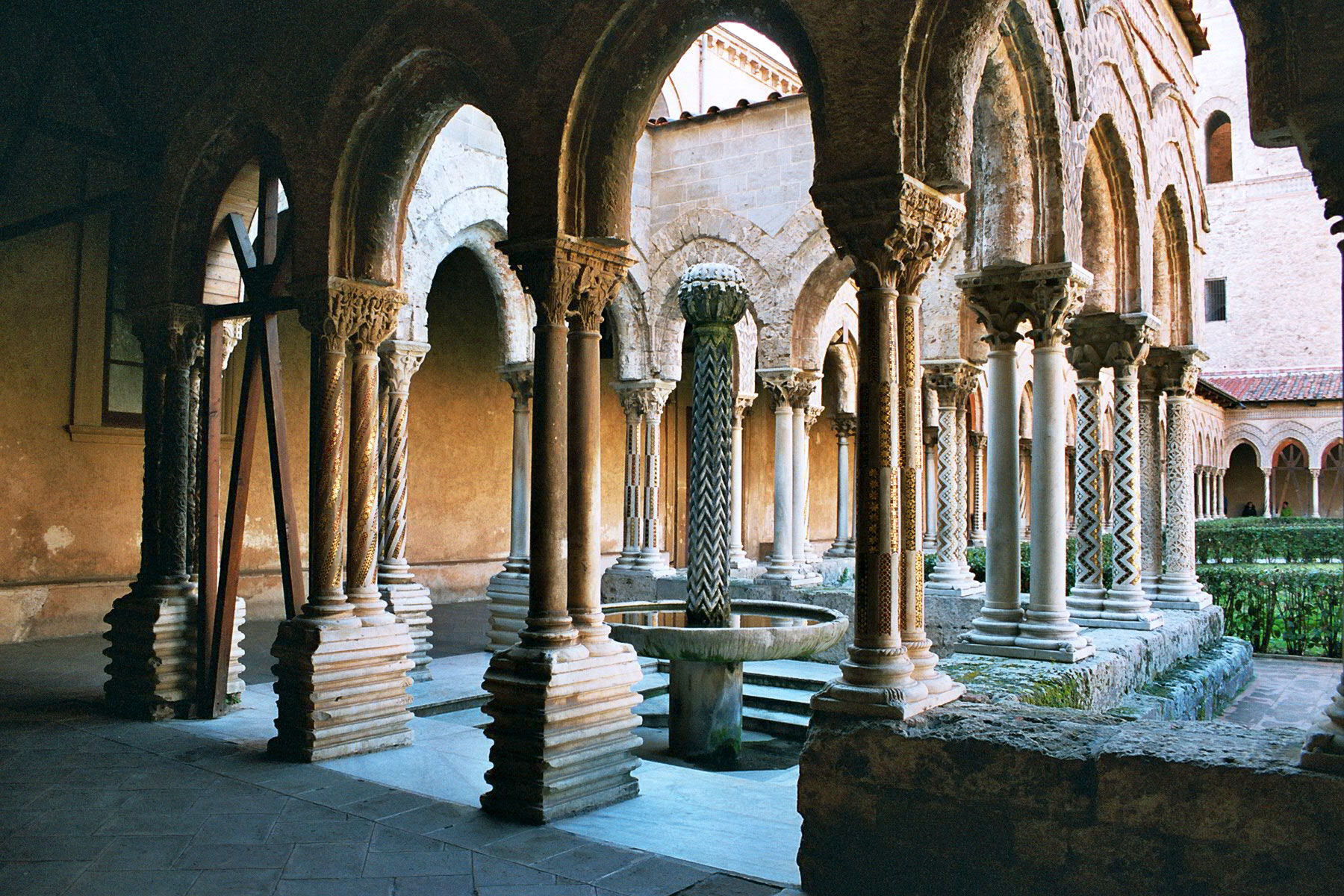
Chiostro del Duomo di Monreale

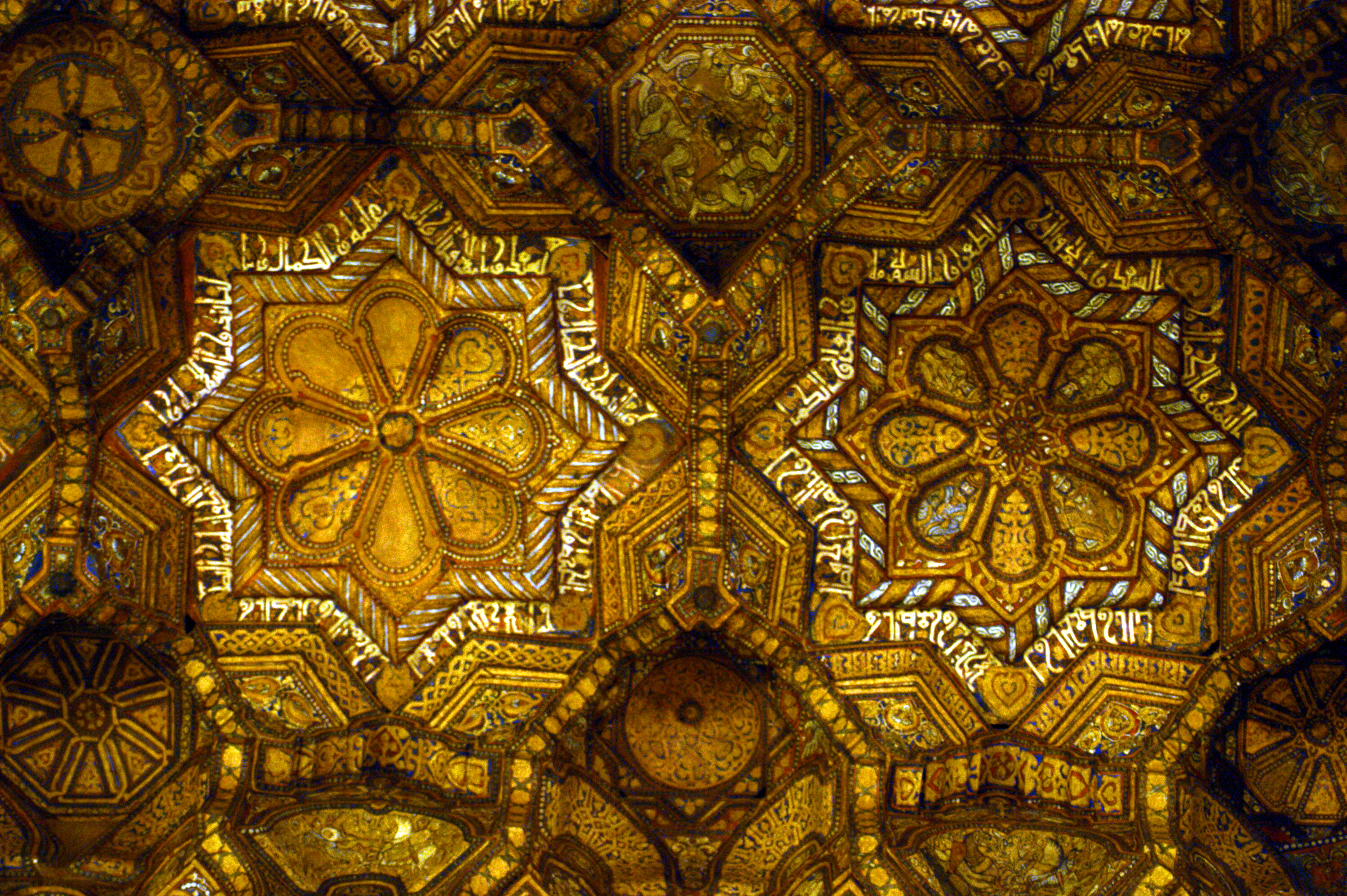
Particolare del soffitto ligneo scolpito e dipinto della Cappella Palatina di Palermo. Maestranze islamiche attive nel'ambito della corte normanna.

Imponenti sono i cicli di scultura romanica normanna come il candelabro pasquale della cappella Palatina e soprattutto le sculture romaniche normanne dei chiostri delle grandi cattedrali normanne in particolare il chiostro di Cefalù e quello di Monreale. I capitelli del chiostro della cattedrale di Monreale presentano sculture romaniche di origine nordica con retaggio scandinavo ma anche celtico e sono considerate tra i massimi esponenti della scultura e dell'arte romanica europea.
Caratteristica peculiare dell'arte scultorea e architettonica normanna di Sicilia è il baton brises elementi scultorei architettonici a zig-zag di origine anglo-normanna che sono la principale caratteristica dell'architettura nordica, ampiamente utilizzati in Inghilterra e in Sicilia.
Tra gli elementi scultorei ci restano opere di scultura in legno, come i pannelli lignei della Martorana (1140 c.), quelli appartenenti alle porte di casa Martorana (metà del XII secolo) e il soffitto di porta proveniente dal palazzo reale. 
Alla decorazione degli edifici di fondazione dinastica, si aggiungono gli oggetti dell'artigianato di lusso, in metallo, e i cofanetti in avorio, che gli artigiani locali proseguirono a realizzare per una committenza aristocratica e di corte e che ebbero una fiorente esportazione nel XII secolo e arrivarono in molte chiese d'Italia e d'Europa. 
In entrambi i casi l'iconografia di queste realizzazioni decorative deriva dalla produzione di lusso islamica e dalle forme elaborate come rappresentazione del potere (scene di caccia), ma anche dall'iconografia cristiana.
Anche per i pannelli di decorazione a stucco, impiegati in nodi particolari delle costruzioni (nicchie, raccordi tra volte e pareti e finestre), secondo un uso attestato nell'architettura musulmana, viene ipotizzata una produzione locale che prosegue le tradizioni del periodo dell'emirato. Esempi sono a Palermo i frammenti di transenne di finestre provenienti dai diversi edifici e le muqarnas (raccordi tra volte e pareti con serie di elementi concavi a nicchia sovrapposti) della Cuba. Fuori  Palermo si conservano i frammenti di decorazione parietale della chiesa di San Giuliano a Caltagirone, della prima metà del XII secolo, le cui decorazioni sono ispirate dal repertorio di tessuti orientali X-XI secolo.
Un pannello a tarsie marmoree della chiesa di San Cataldo sembra riprendere motivi dalla Spagna islamica piuttosto che dai pavimenti cosmateschi. Pavimenti simili dovevano esistere anche nella Cappella Palatina, nella Martorana e nel duomo di Monreale.

## I tessuti

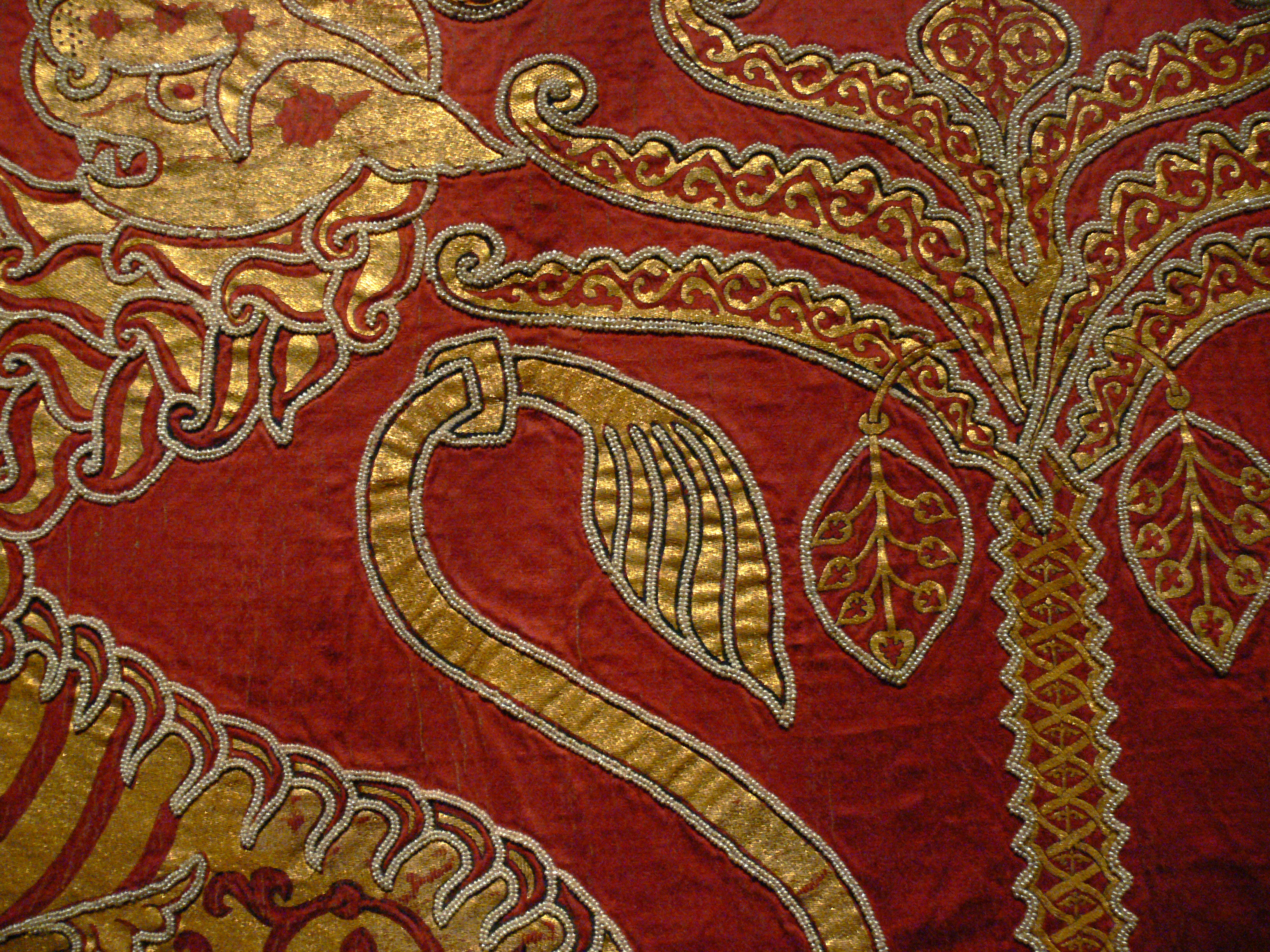
Particolare del Mantello dell'incoronazione del Sacro Romano Impero, già di Ruggero II. Palazzi della Hofburg, Vienna.

Nell'artigianato di lusso si ebbe un posto di rilievo per la produzione di stoffe: uno dei più noti esempi è il mantello di Ruggero II, datato dalla scritta al 1133-1134, opera prodotta localmente, forse nell'ambito della stessa corte, con stile e iconografia derivati dai prodotti orientali. È oggetto di discussione se i tessitori fossero i continuatori della tradizione della precedente epoca islamica ovvero fossero artisti bizantini chiamati alla corte palermitana dopo il 1147. Le stoffe di seta, cotone e lino prodotte nella Sicilia normanna erano considerate particolarmente pregiate ed esportate nel Nordafrica, forse in prosecuzione di un commercio già avviato in epoca araba.

## La ceramica
La produzione ceramica di epoca islamica è tuttora poco conosciuta, ma sembra essere attribuibile a questo periodo (X e XI secolo) una produzione di ceramica invetriata (bacini carenati della Sicilia occidentale; fornace di Mazara del Vallo, fornace di Piazza Armerina) che precedentemente erano stati datati in epoca successiva.
Nel periodo normanno la produzione ceramica prosegue le precedenti tradizioni, sia nelle forme che nei motivi decorativi. I principali centri furono Palermo e Agrigento, che realizzavano sia ceramica comune (anfore o olle decorate da bande), sia ceramica invetriata, decorata con tipici motivi a mandorla, zoomachie (combattimenti di animali), figure isolate o la "pavoncella", con il corpo campito a reticolo, che sembra essere un'invenzione locale.
Ad Agrigento venivano prodotti bacini in ceramica monocroma verde, che si ritrovano come decorazione nelle chiese contemporanee di Pisa.